# X Corpo d’armata
Das X Corpo d’armata (italienisch für X. Armeekorps) war ein Korps des italienischen Heeres. Es bestand von 1877 bis 1942, danach als Territorialkommando in Süditalien. Das X. Korps nahm am Ersten und Zweiten Weltkrieg teil. Es wurde Ende 1942 bei El Alamein vernichtet.

## Geschichte

### Bis zum Zweiten Weltkrieg
Mit einem Dekret vom 22. März 1877 wurde die Aufstellung von zehn territorialen Korpskommandos angeordnet; unter ihnen befand sich das X. in Palermo auf Sizilien, dem die territorialen Militärdivisionen in Palermo und Messina nachgeordnet waren. 1882 kamen zwei weitere Korpskommandos dazu, weswegen man die territoriale Organisation neu ausrichtete, das X. Kommando in Neapel ansiedelte und ihm die territorialen Militärdivisionen in Neapel und Salerno unterstellte. Im Kriegsfall hatten diese Stellen das X. Korps zu mobilisieren. Im Ersten Weltkrieg gehörte das X. Korps mit der 19. und 20. (Infanterie-)Division zunächst zur Reserve des Heeresgeneralstabs und wurde je nach Bedarf eingesetzt. 1917 kam es mit der 9. (später 6.) und 32. Division zur 1. Armee im Trentino und blieb dort bis Kriegsende.
Zwischen den beiden Weltkriegen befand sich der Stab des X. Korps wiederum in Neapel. Unterstellt waren ihm ab 1926 die 25. Infanteriedivision Volturno in Neapel und die 27. Infanteriedivision Sila in Catanzaro. Anfang 1940 verlegte der Korpsstab nach Libyen, wo er in Tripolitanien der 5. Armee unterstellt wurde und die Infanteriedivisionen 25 Bologna, 55 Savona und 50 Sabratha führte. Im Sommer 1940 gingen bis auf das X. Korps mit den vier Infanteriedivisionen 17 Pavia, 25 Bologna, 27 Brescia und 55 Savona und einigen Unterstützungseinheiten alle anderen Verbände der 5. Armee an die 10. Armee im Osten Libyens (Kyrenaika), die dort im Rahmen der Operation Compass von Commonwealth-Verbänden bis Februar 1941 vollständig geschlagen wurde. Im Februar 1941 wurden neben dem Kommando der 10. auch das der 5. Armee aufgelöst und die in Libyen verbliebenen Korps dem dortigen italienischen Oberkommando direkt unterstellt. Das X. Korps blieb im Westen Libyens weiterhin in Reserve. Ab Dezember 1940 befand sich der Stab in Mellaha-Tagiura bei Tripolis, ab Februar 1941 in Buerát el-Hsun bei Misrata.
Im Mai und Juni 1942 nahm das X. Korps mit den Divisionen Pavia und Brescia am Unternehmen Theseus und am weiteren deutsch-italienischen Vormarsch bis nach El Alamein teil, im Juli an der ersten Schlacht von El Alamein. Im Juli und August erhielt das Korps zusätzlich die 185. Fallschirmjägerdivision Folgore. Im September spielte das X. Korps in der Schlacht von Alam Halfa eine Nebenrolle, da es an dem deutsch-italienischen Umfassungsangriff im Süden nur am Rande beteiligt war und ansonsten den Frontbereich südlich der Höhen von El Mireir hielt. Kurz vor Beginn der zweiten Schlacht von El Alamein fiel am 18. Oktober der kommandierende General des X. Korps, Federico Ferrari-Orsi. Seinen Posten übernahm bis zum 26. Oktober der Kommandeur der Division Folgore, Enrico Frattini, danach General Edoardo Nebba. Das Korps stand mit seinen drei Divisionen und der deutschen Fallschirmjägerbrigade Ramcke im Südabschnitt zwischen El Mireir und Qaret el-Himeimat, dahinter platzierte man zunächst die deutsche 21. Panzer-Division und die italienische 132. Panzerdivision Ariete. Zu Beginn der Schlacht scheiterten bis zum 25. und dann auch am 27. Oktober die Angriffe des britischen XIII. Korps. Im weiteren Verlauf wurden die beweglichen Reserven hinter dem X. Korps abgezogen. Anfang November konnte es im Zug der allgemeinen Absetzbewegung mangels Transportmitteln der Vernichtung nicht entkommen. 

### Nach dem Krieg
Das dem Königreich Italien verbliebene Heer, das nach dem Waffenstillstand von Cassibile mit einigen Verbänden auf der Seite der Alliierten am Italienfeldzug teilgenommen hatte, stellte elf territoriale Militärkommandos auf Korpsebene auf, darunter das IX. in Bari und das X. in Neapel, deren Zuständigkeitsbereich das süditalienische Festland umfasste. Zunächst unterstanden dem X. Kommando neben der territorialen Militärverwaltung nur ein Infanterieregiment sowie kleinere Ausbildungs- und Unterstützungseinheiten. 1949 wurde beim IX. Territorialkommando in Bari die Infanteriedivision Avellino aufgestellt. Aus Teilen dieser Division entstand 1952 in Bari die Infanteriedivision Pinerolo wieder, während der Stab der Division Avellino nach Salerno verlegt und dem X. Territorialkommando in Neapel unterstellt wurde. Die verkleinerte Division stufte man 1960 zu einer Brigade herab und löste sie 1965 auf. Darüber hinaus wurde auch das IX. Territorialkommando in Bari aufgelöst, womit das X. Kommando in Neapel für das gesamte süditalienische Festland zuständig wurde und als einzigen in der Region verbliebenen Großverband die Infanteriebrigade Pinerolo in Bari übernahm. Hinzu kamen Artillerie-, Pionier- und andere Unterstützungseinheiten sowie eine Reihe von Verbänden zur Ausbildung von Rekruten. Im Zug der Heeresreform von 1975 wurde das X. Territorialkommando in „Militärregion Süd“ umbenannt. In dieser Form ähnelte es bundesdeutschen Wehrbereichskommandos. 1991 erhielt es aus Norditalien die Bersaglieri-Brigade Garibaldi, deren Stab sich in Caserta einrichtete. Am 1. Januar 1998 änderte die Militärregion Süd ihre Bezeichnung in „2. Verteidigungskräftekommando“ (2º Comando Forze di Difesa –COMFOD 2) und verlegte den Stab nach San Giorgio a Cremano bei Neapel. Das neue Kommando übernahm die Führung von fünf mechanisierten Brigaden in Mittel- und Süditalien einschließlich Sizilien und Sardinien. Für die Planung und Durchführung von Auslandseinsätzen entstand im Stab von COMFOD 2 im Jahr 2002 der Divisionsstab Acqui. COMFOD 2 wurde 2016 in San Giorgio a Cremano aufgelöst und dessen Aufgaben von einem Territorialkommando in Neapel übernommen, das nur noch indirekt in der Tradition des X. Korps steht.

## Befehlshaber

### Im Ersten Weltkrieg
- Tenente Generale Domenico Grandi
- Tenente Generale Guglielmo Margheri
- Tenente Generale Edoardo Ravazza
- Tenente Generale Paolo Morrone
- Tenente Generale Emilio Sailer
- Tenente Generale Enrico Caviglia
- Tenente Generale Giovanni Cattaneo

### Im Zweiten Weltkrieg
- Generale di Corpo d’Armata Alberto Barbieri
- Generale di Divisione Mario Nuvoloni
- Generale di Divisione Benvenuto Gioda
- Generale di Corpo d’Armata Federico Ferrari Orsi
- Generale di Divisione Enrico Frattini (ad interim)
- Generale di Corpo d’Armata Edoardo Nebbia

Quelle